# Oak Harbor (Washington)
Oak Harbor az Amerikai Egyesült Államok északnyugati részén, Washington állam Island megyéjében elhelyezkedő város. A 2010. évi népszámlálási adatok alapján 22 075 lakosa van.
A települést az 1850-es években alapította a norvégiai Zakarias Toftezen cipész és az új-angliai C. W. Sumner. A település nevét az oregoni tölgyről (angolul Garry Oak) kapta. A közeli Whidbey Island Station katonai támaszpontja 1942. szeptember 21-én nyílt meg.

## Éghajlat
A város éghajlata mediterrán (a Köppen-skála szerint Csb).
| Hónap                         | Jan. | Feb. | Már. | Ápr. | Máj. | Jún. | Júl. | Aug. | Szep. | Okt. | Nov. | Dec. | Év   |
| ----------------------------- | ---- | ---- | ---- | ---- | ---- | ---- | ---- | ---- | ----- | ---- | ---- | ---- | ---- |
| Átlagos max. hőmérséklet (°C) | 7,8  | 9,4  | 11,1 | 13,3 | 15,6 | 17,8 | 18,9 | 19,4 | 17,8  | 13,9 | 10,0 | 7,2  | 13,5 |
| Átlagos min. hőmérséklet (°C) | 1,7  | 2,2  | 3,3  | 5,0  | 7,2  | 9,4  | 10,0 | 10,6 | 8,3   | 5,6  | 3,3  | 1,7  | 5,7  |
| Átl. csapadékmennyiség (mm)   | 62   | 44   | 41   | 39   | 37   | 32   | 23   | 22   | 28    | 45   | 78   | 65   | 516  |
| Forrás: The Weather Channel   |      |      |      |      |      |      |      |      |       |      |      |      |      |

## Népesség
A 2010-es népszámláláskor a városnak 22 075 lakója, 8677 háztartása és 5789 családja volt. A népsűrűség 883,7 fő/km2. A lakóegységek száma 9553, sűrűségük 382,4 db/km2. A lakosok 72,6%-a fehér, 4,9%-a afroamerikai, 0,9%-a indián, 10,2%-a ázsiai, 1%-a a Csendes-óceáni szigetekről származik, 2,7%-a egyéb, 7,8%-a pedig kettő vagy több etnikumú. A spanyol vagy latino származásúak aránya 9,3% (   )
A háztartások 38,6%-ában élt 18 évnél fiatalabb. 51,7% házas, 11,4% egyedülálló nő, 3,5% egyedülálló férfi, 33,3% pedig nem család. 26,9% egyedül élt; 8,5%-uk 65 éves vagy idősebb. Egy háztartásban átlagosan 2,53 személy élt; a családok átlagmérete 3,09 fő.
A medián életkor 29 év volt. A város lakóinak 28,3%-a 18 évesnél fiatalabb, 12,3% 18 és 24 év közötti, 31,9%-uk 25 és 44 év közötti, 17%-uk 45 és 64 év közötti, 10,3%-uk pedig 65 éves vagy idősebb. A lakosok 49,2%-a férfi, 50,8%-a pedig nő.

## Nevezetes személyek
- Jerod Turner, golfjátékos[14]
- Lamont Brightful, NFL- és CFL-játékos[15]
- Marti Malloy, olimpikon dzsúdós[16]
- Michael Harring, producer[17]
- Patricia McPherson, színész[18]
- Shayla Beesley, színész[19]

## Fordítás
- Ez a szócikk részben vagy egészben  az   Oak Harbor, Washington című angol Wikipédia-szócikk ezen változatának fordításán alapul.  Az eredeti cikk szerkesztőit annak laptörténete sorolja fel. Ez a jelzés csupán a megfogalmazás eredetét és a szerzői jogokat jelzi, nem szolgál a cikkben szereplő információk forrásmegjelöléseként.